# Peschetius
Peschetius là một chi bọ cánh cứng trong họ Dytiscidae.
Chi này được Guignot miêu tả khoa học năm 1942.

## Các loài
Các loài trong chi này gồm:
- Peschetius aethiopicus Omer-Cooper, 1964
- Peschetius carinipennis (Régimbart, 1895)
- Peschetius nigeriensis Omer-Cooper, 1970
- Peschetius nodieri (Régimbart, 1895)
- Peschetius parvus Omer-Cooper, 1970
- Peschetius quadricostatus (Aubé, 1838)
- Peschetius sudanensis Omer-Cooper, 1970
- Peschetius toxophorus Guignot, 1942
- Peschetius ultimus Biström & Nilsson, 2003